# Izomeri krezolov
Izomeri krezolov so organske spojine, ki so metil fenoli. Pojavljajo se v naravi in proizvajajo aromatske organske spojine, ki so kategorizirani kot fenoli, včasih imenovani kot fenolit. Krezoli so v trdi ali tekoči obliki, odvisno od temperature. Tališče je nekje na sobni temperaturi. Kot za vse vrste fenolov, izpostavljenost zraku povzroči oksidacijo, nečistost pa, da krezoli postanejo rumenkasto do rjavo obarvani. Krezoli imajo značilen vonj, kot vsi preprosti fenoli, ki spominja na vonj po premogovem katranu.

## Kemična struktura
Krezol molekula ima metilno skupino, ki se veže na benzen obroč molekule fenola. Obstajajo tri oblike krezolov, ki so le nekoliko drugačni v njihovi kemični zgradbi: orto-krezol(o-krezol), meta-krezol(m-krezol) in para-krezol(p-krezol). Te oblike se pojavljajo posamezno ali pomešano. Beseda trikrezol se lahko uporablja kot sinonim za krezol, to pa pomeni zmes iz o-, m- in p-krezolov.
| Izomeri krezolov | Izomeri krezolov                              | Izomeri krezolov                              | Izomeri krezolov                              |                                               |
| --- | --------------------------------------------- | --------------------------------------------- | --------------------------------------------- | --------------------------------------------- |
| Model |                                               |                                               |                                               |                                               |
| General |                                               |                                               |                                               |                                               |
| Splošno ime | o-krezol                                      | m-krezol                                      | p-krezol                                      |                                               |
| Sistematično ime | 2-metilfenol                                  | 3-metilfenol                                  | 4-metilfenol                                  |                                               |
| Drugo ime | ortho-krezol                                  | meta-krezol                                   | para-krezol                                   |                                               |
| Molekulska formula | C7H8O                                         | C7H8O                                         | C7H8O                                         | C7H8O                                         |
| SMILES | Oc1c(C)cccc1                                  | Oc1cc(C)ccc1                                  | Oc1ccc(C)cc1                                  |                                               |
| Molekulska masa | 108.14 g/mol                                  | 108.14 g/mol                                  | 108.14 g/mol                                  | 108.14 g/mol                                  |
| Videz na sobni temperaturi in tlaku | brezbarvni kristali                           | gostejša tekočina                             | mastno trda                                   |                                               |
| CAS številka | [95-48-7]                                     | [108-39-4]                                    | [106-44-5]                                    |                                               |
| CAS številka | mešanica krezolov (trikrezol): [1319-77-3]    |                                               |                                               |                                               |
| Lastnosti |                                               |                                               |                                               |                                               |
| Gostota in stanje | 1.05 g/cm3, trdno                             | 1.03 g/cm3, tekoče                            | 1.02 g/cm3, tekoče                            |                                               |
| Topnost v čisti vodi na 20-25 °C | 2.5 g/100 ml                                  | 2.4 g/100 ml                                  | 1.9 g/100 ml                                  |                                               |
| topnost v močno alkalni vodi |                                               |                                               |                                               |                                               |
| Tališče | 29.8 °C (303.0 K)                             | 11.8 °C (285.0 K)                             | 35.5 °C (309.7 K)                             |                                               |
| Vrelišče | 191.0 °C (464.2 K)                            | 202.0 °C (475.2 K)                            | 201.9 °C (475.1 K)                            |                                               |
| Kislost (pKa) | 10.26                                         | 10.09                                         | 10.26                                         |                                               |
| Viskoznost | trdno na 25 °C                                | ? cP at 25 °C                                 | trdno at 25 °C                                |                                               |
| Struktura |                                               |                                               |                                               |                                               |
| Dipolni moment | 1.35 D                                        | 1.61 D                                        | 1.58 D                                        |                                               |
| Tveganja |                                               |                                               |                                               |                                               |
| MSDS | Zunanje MSDS                                  | ?                                             | ?                                             |                                               |
| Glavna tveganja | vnetljiv, nevarnost zaužitja in vdihavanja    | vnetljiv, nevarnost zaužitja in vdihavanja    | vnetljiv, nevarnost zaužitja in vdihavanja    | vnetljiv, nevarnost zaužitja in vdihavanja    |
| Plamenišče | 81 °C c.c.                                    | 86 °C                                         | 86 °C c.c.                                    |                                               |
| R/S stavki | Predloga:R24/25-R34 ((S1/2)-)S36/37/S39-(S45) | Predloga:R24/25-R34 ((S1/2)-)S36/37/S39-(S45) | Predloga:R24/25-R34 ((S1/2)-)S36/37/S39-(S45) | Predloga:R24/25-R34 ((S1/2)-)S36/37/S39-(S45) |
| RTECS number | ?                                             | ?                                             | ?                                             |                                               |
| Dodatni podatki |                                               |                                               |                                               |                                               |
| Struktura & lastnosti | n, εr, itd.                                   |                                               |                                               |                                               |
| Termodinamični podatki | Obnašanje po fazah trdo, tekoče, plin         |                                               |                                               |                                               |
| Spektralni podatki | UV, IR, NMR, MS                               |                                               |                                               |                                               |
| Sorodne spojine |                                               |                                               |                                               |                                               |
| Sorodni fenoli | fenol, xylenols                               |                                               |                                               |                                               |
| Sorodne spojine | bromo krezol                                  |                                               |                                               |                                               |
| Če ni napisano drugače so vsi podatki za materiale v njihovem standardnem stanju (na 25 °C, 100 kPa)]] Za pravilnost podatkov ne odgovarjamo |                                               |                                               |                                               |                                               |

## Uporaba snovi
Krezoli se uporabljajo za raztapljanje drugih kemikalij, kot so razkužila, osvežilci zraka in za pripravo specialnih kemikalij, za odstranitev škodljivih insektov. Izdelki, ki vsebujejo krezol se uporabljajo kot gospodinjska čistila in razkužila, najbolj znani so izdelki blagovne znake Lysol. Krezole lahko najdemo tudi v fotografskih razvijalcih. V preteklosti so krezole uporabljali tudi kot antiseptike v kirurgiji, vendar so bili v večini zamenjani z manj stropenimi sestavinami. Lysol je v sredini dvajsetega stoletja v Ameriki oglaševal gel za intimno nego.
Krezoli se nahajajo v živilih, dimu lesa in tobaka, surovi nafi, premogovem katranu in v rjavi mešanici smolovca, temne tekočine iz premogovega katrana in krezilni kislini, ki ščiti les. Pri razgradnji snovi v okolju majhni organizmi v zemlji in vodi proizvajajo krezole. Krezole najdemo tudi v permanentnih markerjih Sharpie Markers.
Ksilenoli so dimetifenoli oziroma metilkrezoli.
p-krezol je ena izmed redkih spojin, ki pritegne čebele vrste orchid Euglossa cyanura in je bil uporabljen za zajem in študijo vrste.
Nekatere vrste raztopine insulina vsebujejo meta-krezol. Vsak mililiter Humalog injekcije vsebuje...3.15mg metakrezola

V kemiji se krezoli uporabljajo za sintezo toulena. Ko se krezol(o-, m-, p-) destilira s cinkom v prahu, dobimo toulen.

## Vplivi na zdravje
Nizka izpostavljenost krezolu ni škodljiva. Če se krezol vdihava, zaužije ali nanaša na kožo v velikih količinah lahko postane zelo škodljiv. Učinki, ki so bili opaženi pri ljudeh so draženje in pekoč občutek na koži, očeh, ustih in žrelu, bolečine v trebuhu, bruhanje, poškodbe srca, slabokrvnost, okvara jeter in ledvic, paraliza obraza, koma in smrt. Kratkoročno vdihavanje velike količine krezola povzroči draženje nosu in grla. Poleg teh učinkov je zelo malo znanega o stranskih učinkih ob daljši izpostavljenosti krezolu v nižjih količinah. Zaužitje visoke količine povzroči težave z ledvicami, opekline v ustih in žrelu, bolečine v trebuhu, bruhanje in spremembe v krvnem in živčnem sistemu.
Ob stiku kože z visoko količino krezola lahko pride do opeklin kože, poškodb ledvic, jeter, krvi, možganov in pljuč. Kratkoročne in dolgoročne raziskave na živalih so pokazale podobne stranke učinke izpostavljenosti krezolu. Nobene raziskave na ljudeh in živalih, niso pokazale nobenih nevarnih učinkov za razmnoževanje. Do sedaj ni znano kakšni so učinki ob dolgoročnem zaužitju in stiku s krezolom v majhnih količinah.

## Podlaga za podatke v tabeli
- o-CRESOL (ICSC)
- m-CRESOL (ICSC)
- p-CRESOL (ICSC)
- Environmental Science - SMILES Examples Notations